# Новицкий, Олег Викторович
Оле́г Ви́кторович Нови́цкий (бел. Алег Віктаравіч Навіцкі, 12 октября 1971, Червень, Минская область) — российский космонавт, 114-й космонавт СССР/России и 529-й космонавт мира. Член отряда космонавтов (космонавт-испытатель) Научно-исследовательского испытательного центра подготовки космонавтов им. Ю. А. Гагарина (ЦПК). Герой Российской Федерации (2014), лётчик-космонавт Российской Федерации (2014). Полковник (2010).
Участник четырёх космических полётов на Международную космическую станцию, совершил три выхода в открытый космос общей продолжительностью 22 часа 38 минут.

## Биография
Родился 12 октября 1971 года в городе Червень Минской области Белорусской ССР.

### Образование
После окончания в родном городе средней школы № 2 имени А. К. Флегонтова поступил в 1988 году в Борисоглебское высшее военное авиационное училище лётчиков имени В. П. Чкалова (Борисоглебск, Воронежская область). С 1990 по 1993 год в связи с переформированием училища продолжил обучение в Ейском высшем военном авиационном училище лётчиков (Ейск, Краснодарский край). В связи с переформированием Ейского авиационного института был переведён в Качинское высшее военное авиационное ордена Ленина Краснознамённое училище лётчиков имени А. Ф. Мясникова (Волгоград), которое окончил в 1994 году по специальности «командная тактическая истребительной авиации» с присвоением квалификации «лётчик-инженер».
В 2004—2006 годах учился в Военно-воздушной академии им. Ю. А. Гагарина (командный факультет) по специальности «управление воинскими частями и соединениями военно-воздушных сил», которую окончил с присвоением квалификации «специалист в области управления».
В 2015 году с отличием окончил магистратуру Российской академии народного хозяйства и государственной службы при Президенте Российской Федерации по направлению «Государственное и муниципальное управление» с присвоением квалификации «магистр».

### Служба в ВВС
С октября 1994 по сентябрь 1995 года прошёл переучивание в Борисоглебском учебном авиационном центре подготовки лётного состава им. В. П. Чкалова (ЦПЛС им. В. П. Чкалова).
С сентября по декабрь 1995 года проходил службу на должности лётчика инструкторского истребительного авиационного полка ЦПЛС им. В. П. Чкалова в Борисоглебске.
С мая 1996 по июнь 2004 года служил на должностях лётчика, старшего лётчика, командира звена, заместителя командира авиационной эскадрильи штурмового авиаполка (ШАП) 1-й гвардейской смешанной авиационной дивизии (САД) 4-й воздушной армии (Северо-Кавказский военный округ).
После окончания академии с июня 2006 по февраль 2007 года служил командиром эскадрильи ШАП 1-й гвардейской САД 4-й армии ВВС и ПВО. Освоил самолёты Л-39 и Су-25, общий налёт 680 часов. Принимал участие в наведении конституционного порядка в Чеченской Республике, имеет звание «Ветеран боевых действий». Военный лётчик 2-го класса. Имеет квалификации «Инструктор парашютно-десантной подготовки», «Офицер-водолаз».
В 2010 году присвоено звание полковника, летом 2012 года уволен с военной службы в запас.

### Космическая подготовка
В октябре 2006 года, после прохождения медицинского обследования в Институте медико-биологических проблем РАН, а затем рассмотрения на Межведомственной комиссии, 35-летний Олег Новицкий 7 февраля 2007 года был зачислен на должность кандидата в космонавты отряда космонавтов (14-й набор).
С февраля 2007 по июль 2009 года проходил общекосмическую подготовку в Научно-исследовательском испытательном центре подготовки космонавтов им. Ю. А. Гагарина (ЦПК), которую завершил, сдав государственные экзамены с оценкой «отлично». 1 августа 2009 года на заседании Межведомственной квалификационной комиссии (МВКК) ему была присвоена квалификация космонавта-испытателя.
С августа 2009 по октябрь 2010 года проходил подготовку в составе группы специализации по программе международной космической станции (МКС).
С октября 2010 по май 2012 года проходил подготовку в составе дублирующего экипажа МКС-31/32 в качестве бортинженера МКС и командира транспортного пилотируемого корабля (ТПК) «Союз ТМА-М».
С мая 2012 года прошёл подготовку в составе основного экипажа МКС-33/34 в качестве бортинженера МКС и командира ТПК «Союз ТМА-М».
С декабря 2014 по июль 2016 года проходил подготовку в составе дублирующего экипажа МКС-48/49 в качестве командира ТПК «Союз МС-02» и бортинженера МКС-48/49.
С июля 2016 года проходил подготовку в составе основного экипажа МКС-50/51 в качестве командира ТПК «Союз МС-03» и бортинженера МКС-50/51.
С 2021 года — инструктор-космонавт-испытатель — заместитель командира отряда космонавтов Роскосмоса.

### Служба в отряде космонавтов

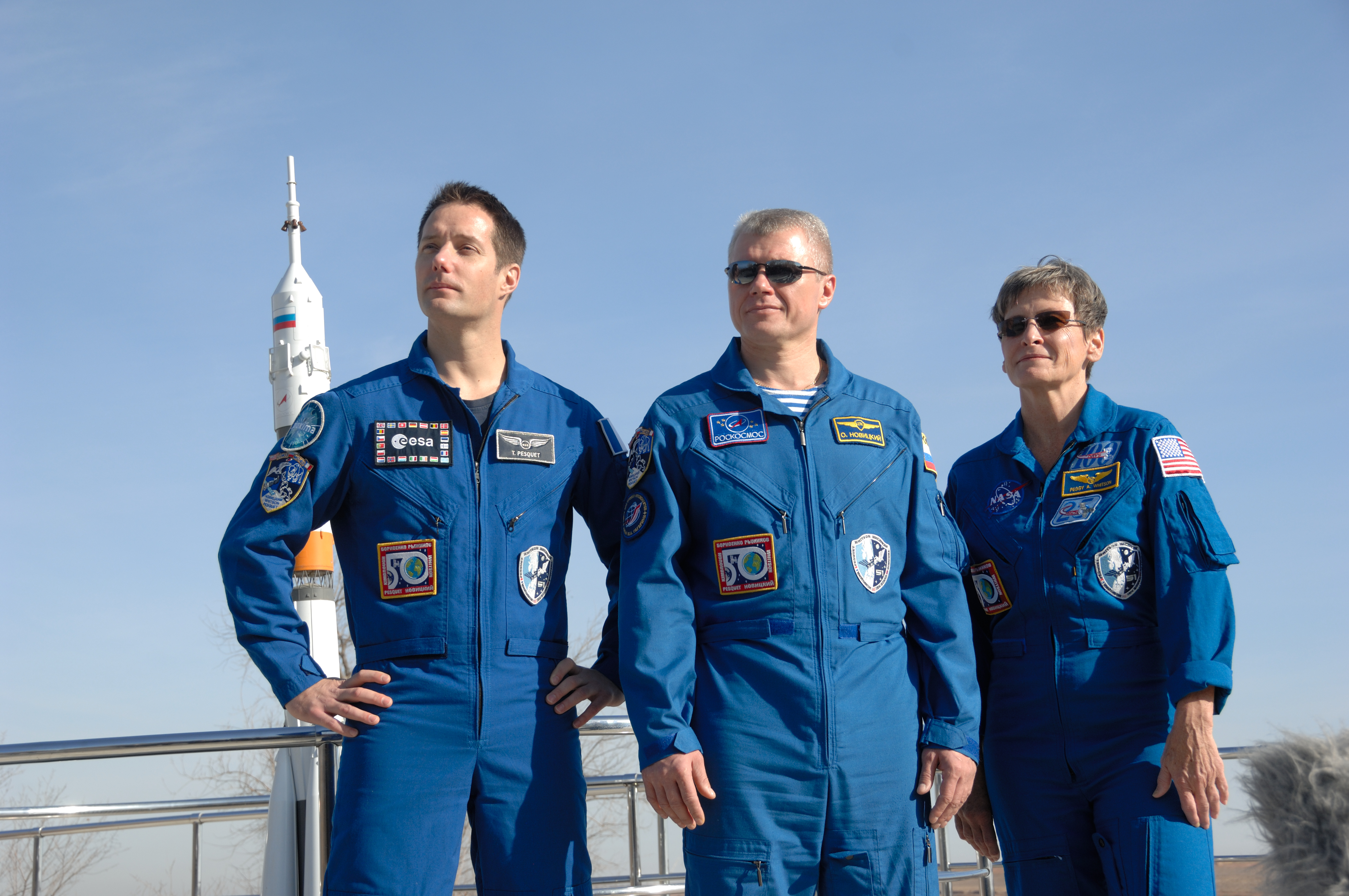
Экипаж «Союза МС-03»: командир О. Новицкий (в центре), бортинженеры Т. Песке (слева), П. Уитсон.

В мае 2012 года был командиром дублирующего экипажа космического корабля «Союз ТМА-04М». Кроме него, в экипаж входили Евгений Тарелкин и Кевин Форд (США).
Первый полёт: В сентябре этот же состав был утверждён в качестве участников основной экспедиции МКС-33 и стал основным экипажем корабля «Союз ТМА-06М», который 23 октября 2012 года стартовал на Международную космическую станцию.
7 июля 2016 года во время старта корабля «Союз МС-01» был командиром дублирующего экипажа.
Второй полёт: 26 октября 2016 года на заседании Межведомственной комиссии в Центре подготовки космонавтов был включён в качестве командира в основной экипаж корабля «Союз МС-03» вместе с Тома Песке (Франция) и Пегги Уитсон (США).
Третий полёт: 9 апреля 2021 года стартовал с космодрома Байконур в качестве командира экипажа космического корабля «Союз МС-18» и бортинженера экипажа Международной космической станции по программе МКС-64/65 основных космических экспедиций. Вместе с космонавтом Петром Дубровым совершил три плановых выхода в открытый космос, в ходе которых успешно выполнил все работы по монтажу оборудования на внешней поверхности российского сегмента МКС. Общая продолжительность внекорабельной деятельности составила 22 часа 38 минут. После прибытия 5 октября 2021 года на МКС ТПК «Союз МС-19» с актрисой Юлией Пересильд и режиссёром Климом Шипенко космонавты Олег Новицкий, Антон Шкаплеров и Пётр Дубров приняли участие в съёмках фильма в качестве актёров. 17 октября 2021 года, в 07:35:44 по московскому времени, спускаемый аппарат транспортного пилотируемого корабля «Ю. А. Гагарин» (Союз МС-18) совершил посадку в расчётной точке на территории Казахстана. Олег Новицкий вернулся на Землю вместе с участниками космического полёта в рамках научно-просветительского проекта Клима Шипенко и Юлии Пересильд «Вызов».
Четвёртый полет: 29 мая 2023 года назначен командиром основного экипажа 21-й экспедиции посещения на корабле «Союз МС-25».
21 марта 2024 года в 16:21 мск по техническим причинам (из-за просадки напряжения химического источника тока), на завершающем этапе предпусковой подготовки, за несколько секунд до старта ракеты-носителя «Союз-2.1а» с ТПК «Союз МС-25», произошла нештатная ситуация и автоматическая отмена пуска. Пуск был перенесён на резервную дату — 23 марта. Экипаж был эвакуирован из корабля, после снятия скафандров проведён медосмотр членов экипажа, затем космонавты вернулись на карантин, а дальнейшая подготовка к старту была продолжена. Стартовый комплекс был возвращён в исходное положение.

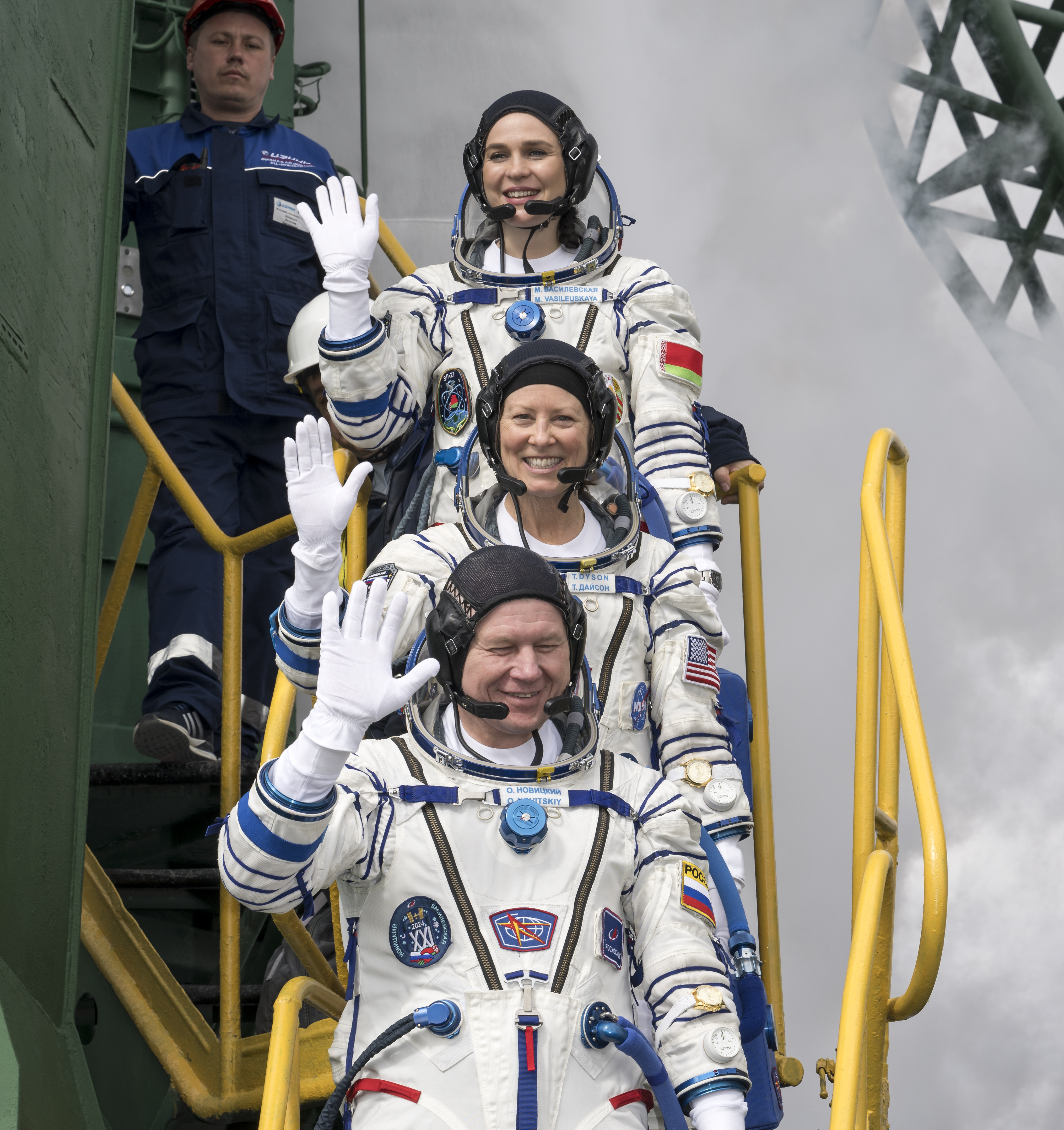
Экипаж ТПК «Союз МС-25» перед стартом 23 марта 2024

23 марта 2024 года в 15:36:10 мск пилотируемый корабль «Союз МС-25» был запущен с 31-й площадки космодрома Байконур с экипажем в составе: космонавт Роскосмоса Олег Новицкий и участница космического полета из Республики Беларусь Марина Василевская, а также участница 71-й длительной экспедиции на станции астронавт НАСА Трейси Дайсон. Выведение корабля на заданную орбиту, его отделение от третьей ступени ракеты, раскрытие антенн и панелей солнечных батарей корабля прошли в штатном режиме. Стыковка «Союза МС-25» к узловому модулю «Причал» российского сегмента МКС проведена в автоматическом режиме 25 марта 2024 года в 18:02:50 мск.
После 13 суток полёта на МКС Олег Новицкий и Марина Василевская возвратились на Землю 6 апреля 2024 года на корабле «Союз МС-24» с астронавтом НАСА Лорел О’Хара. В 10:17 по московскому времени спускаемый аппарат корабля «Союз МС-24» приземлился в районе казахстанского города Жезказган. Астронавт Трейси Дайсон продолжила полёт на МКС в составе космической экспедиции МКС-70/МКС-71 до 23 сентября 2024 года и приземлится на корабле «Союз МС-25» вместе с российскими космонавтами Олегом Кононенко и Николаем Чубом, после их годового пребывания на станции.
27 июня 2025 года назначен заместителем начальника Центра подготовки космонавтов по организации взаимодействия с государственными органами и органами местного самоуправления.
Статистика
| № | Стартовый корабль | Старт, UTC           | Экспедиция              | Корабль посадки | Посадка, UTC         | Налёт                                  | Выходы в открытый космос | Время в открытом космосе |
| - | ----------------- | -------------------- | ----------------------- | --------------- | -------------------- | -------------------------------------- | ------------------------ | ------------------------ |
| 1 | Союз ТМА-06М      | 23.10.2012, 10:51:10 | Союз ТМА-06М, МКС-33/34 | Союз ТМА-06М    | 16.03.2013, 03:06:13 | 143 суток 16 часов 15 минут 02 секунды | 0                        | 0                        |
| 2 | Союз МС-03        | 17.11.2016, 20:20:13 | Союз МС-03, МКС-50/51   | Союз МС-03      | 02.06.2017, 14:10:30 | 196 суток 17 часов 50 минут 18 секунд  | 0                        | 0                        |
| 3 | Союз МС-18        | 09.04.2021, 07:42:40 | Союз МС-18, МКС-64/65   | Союз МС-18      | 17.10.2021, 04:35:30 | 190 суток 20 часов 52 минуты 50 секунд | 3                        | 22 часа 38 минут         |
| 4 | Союз МС-25        | 23.03.2024, 12:36:10 | Союз МС-25, ЭП-21       | Союз МС-24      | 06.04.2024, 07:17:47 | 13 суток 18 часов 41 минута 36 секунд  | 0                        | 0                        |
|   |                   |                      |                         |                 |                      | 545 суток 01 час 39 минут 46 секунд    | 3                        | 22 часа 38 минут         |

## Награды и почётные звания

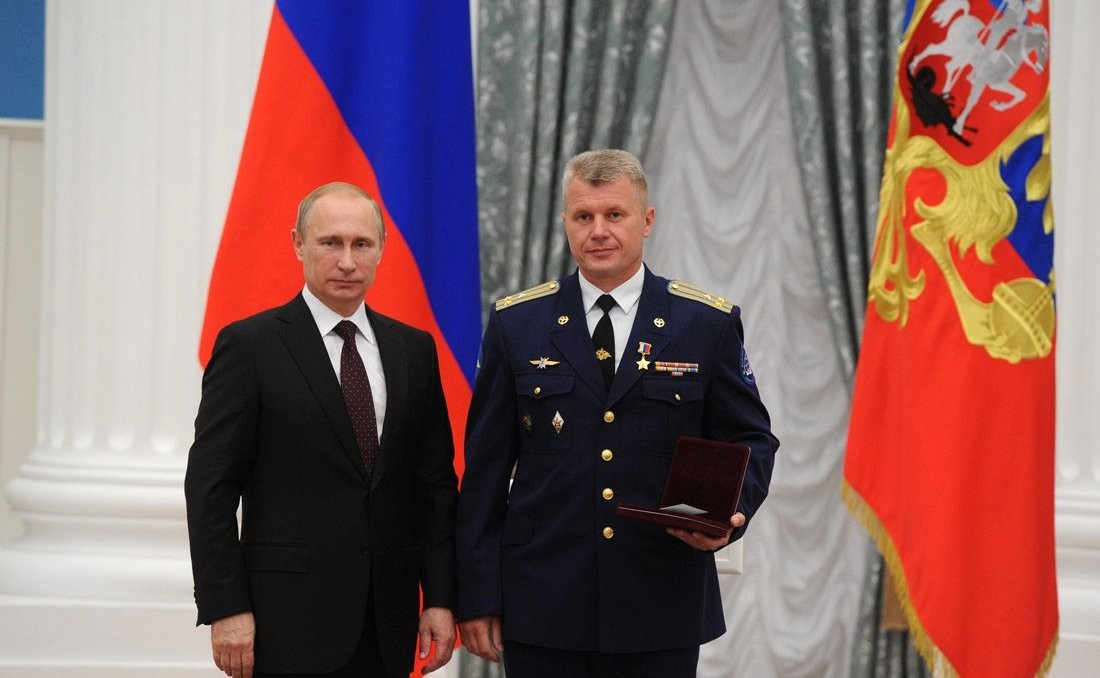
При вручении награды.

### Россия
- Звание «Герой Российской Федерации» (28 мая 2014 года) — за мужество и героизм, проявленные при осуществлении длительного космического полёта на Международной космической станции[12];
- Звание «Лётчик-космонавт Российской Федерации» (28 мая 2014 года);
- Орден «За заслуги перед Отечеством» III степени (12 декабря 2022 года) — за мужество и высокий профессионализм, проявленные при осуществлении длительного космического полета на Международной космической станции[13];
- Орден «За заслуги перед Отечеством» IV степени (13 ноября 2018 года) — за большой вклад в развитие пилотируемой космонавтики, укрепление международного сотрудничества в области исследования и использования космического пространства[14];
- Орден Гагарина (12 апреля 2024 года) — за большой вклад в развитие пилотируемой космонавтики и мужество, проявленное при осуществлении длительного космического полёта на Международной космической станции[15];
- Медаль «За воинскую доблесть» II степени[16];
- Медали «За отличие в военной службе» I, II, III степени[16];
- Медаль «200 лет Министерству обороны»;
- Медаль «100 лет военно-воздушным силам»;
- Медаль «Совместное стратегическое учение — Запад 2013»;
- Знак преподобного Сергия Радонежского (Московская область, 15 января 2021 года) — за особо плодотворную государственную, благотворительную и общественную деятельность на благо Московской области[17];
- Медаль «50 лет со дня первого полёта человека в космос» (Байконур);
- Звание «Почётный гражданин города Будённовска» (2018)[18].

### Иностранные награды
- Кавалер ордена Почётного легиона (Франция, 2019)[19];
- Медали НАСА: «За выдающуюся общественную службу» и «За космический полёт»;
- Орден Дружбы народов (15 декабря 2021 года, Белоруссия) — за значительные достижения в освоении космоса и большой личный вклад в укрепление международных связей[20][21];
- Серебряная медаль «За заслуги» (Белорусский союз ветеранов войны в Афганистане);
- Благодарность Президента Республики Беларусь (9 апреля 2024 года) — за значительные достижения в сфере космической деятельности, большой вклад в научные исследования, укрепление международного сотрудничества[22][23];
- Почётная грамота Национального собрания Республики Беларусь (30 мая 2013 года) — за заслуги в освоении космоса и вклад в укрепление межгосударственных связей[24].

### Общественные награды
- Орден Гагарина (Федерация космонавтики России);
- Медали Союза десантников России: «За службу на Северном Кавказе» и «За верность долгу и Отечеству».

### Премии
- Лауреат премии имени академика А. М. Люльки в области авиационной техники.

## Общественная деятельность
Член совета Федеральной национально-культурной автономии белорусов России с 24 мая 2015 года.
С 15 декабря 2022 года входит в состав попечительского совета государственного благотворительного фонда «Круг добра».

## Личная жизнь
Был женат; разведён с 2022 года. Имеет двух дочерей — Яну (1996 г.р.) и Маргариту (2016 г.р.).
В июле 2025 года женился на первой женщине-космонавте Республики Беларусь Марине Василевской